# 阿尔及利亚护照
阿尔及利亚护照是发放给阿尔及利亚公民用于国际旅行的证件，通常有效期为10年。2012年1月5日，阿爾及利亞开始签发生物特徵護照。
根据2025年1月8日发布的亨利护照指数，阿尔及利亚护照可免签证、落地签证或电子签证入境56个国家和地区，位居世界第86。

## 免签证及落地签证

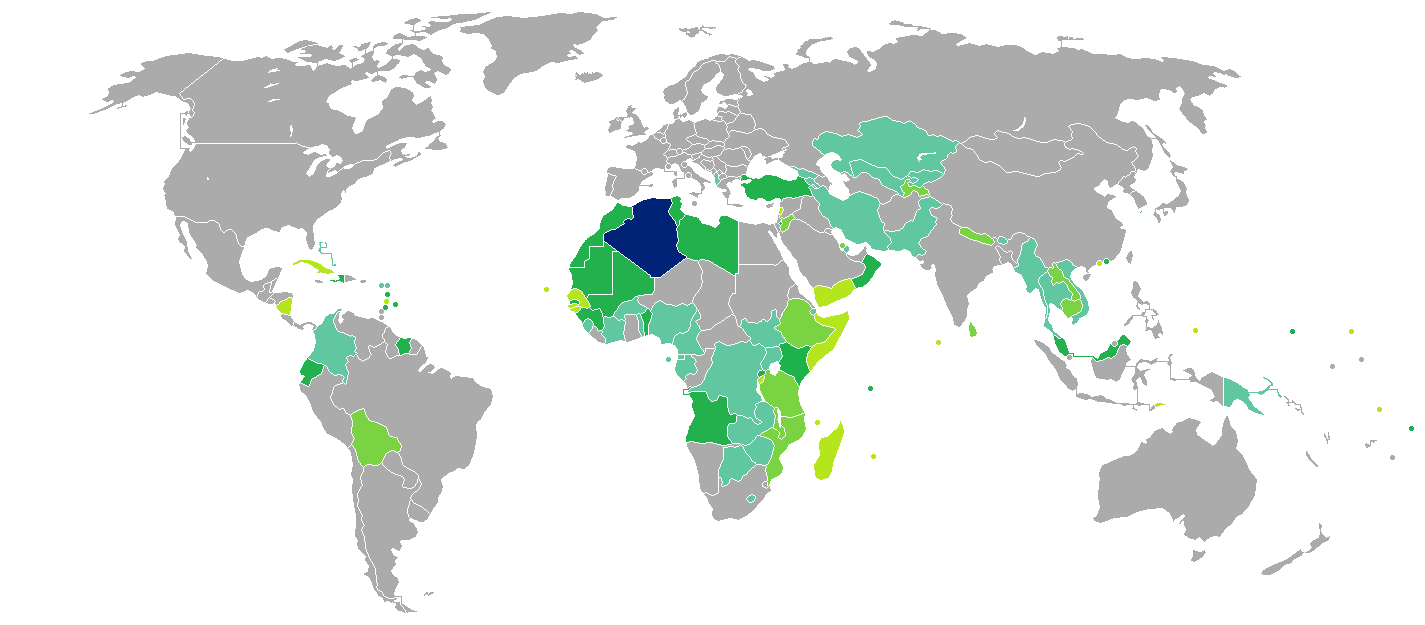
给予阿尔及利亚护照免签证及落地签证的国家和地区